# Uffe Haagerup
Uffe Valentin Haagerup (født 19. december 1949 i Kolding, død 5. juli 2015 i Faaborg) var en dansk matematiker.
Haagerup blev Cand.scient. fra Københavns Universitet i 1974. Han var ansat på Syddansk Universitet i Odense fra 1974 til 2010. Han blev professor i 1981. Fra 2010 til 2014 var han professor på Københavns Universitet og fra 2015 igen på Syddansk Universitet.
I 1989 blev Haagerup hædret med Ole Rømer-medaljen.
Uffe Haagerup døde i en drukneulykke den 5. juli 2015.